# Медісон (Іллінойс)
Медісон (англ. Madison) — місто (англ. city) в США, в окрузі Медісон штату Іллінойс. Населення — 3171 особа (2020).

## Географія
Медісон розташований за координатами 38°40′34″ пн. ш. 90°6′31″ зх. д. / 38.67611° пн. ш. 90.10861° зх. д. (38.676186, -90.108604).  За даними Бюро перепису населення США в 2010 році місто мало площу 44,51 км², з яких 37,69 км² — суходіл та 6,81 км² — водойми.

## Демографія
Згідно з переписом 2010 року, у місті мешкала 3891 особа в 1573 домогосподарствах у складі 925 родин. Густота населення становила 87 осіб/км².  Було 1894 помешкання (43/км²).
Расовий склад населення:
| - 55,5 % — чорних або афроамериканців - 39,7 % — білих - 0,2 % — корінних американців - 0,2 % — азіатів - 0,1 % — вихідців з тихоокеанських островів - 1,6 % — осіб інших рас |

До двох чи більше рас належало 2,7 %. Частка іспаномовних становила 3,5 % від усіх жителів.
За віковим діапазоном населення розподілялося таким чином: 27,3 % — особи молодші 18 років, 61,0 % — особи у віці 18—64 років, 11,7 % — особи у віці 65 років та старші. Медіана віку мешканця становила 35,2 року. На 100 осіб жіночої статі у місті припадало 93,0 чоловіків;  на 100 жінок у віці від 18 років та старших — 85,9 чоловіків також старших 18 років.
Середній дохід на одне домашнє господарство  становив 31 797 доларів США (медіана — 22 266), а середній дохід на одну сім'ю — 35 611 долар (медіана — 25 333). За межею бідності перебувало 37,8 % осіб, у тому числі 51,1 % дітей у віці до 18 років та 11,5 % осіб у віці 65 років та старших.
Цивільне працевлаштоване населення становило 1295 осіб. Основні галузі зайнятості: освіта, охорона здоров'я та соціальна допомога — 25,2 %, мистецтво, розваги та відпочинок — 20,8 %, роздрібна торгівля — 15,8 %.

## Персоналії
- Чарльз Лейн (1869-1945) — американський актор театру та кіно.